# Zé Pedro
José Pedro Cruz Sousa Neto (Cascais, 10 februari 1993) is een Portugees-Angolees voetballer die als verdediger voor FC Eindhoven speelt.

## Carrière
Zé Pedro speelde in de jeugd van URD Tires, waar hij van 2011 tot 2013 in het eerste elftal speelde. Hierna speelde hij voor de Portugese amateurclubs SU Sintrense, Casa Pia AC en Real Sport Clube. Met deze club promoveerde hij in het seizoen 2016/17 naar de Segunda Liga, het tweede professionele niveau van Portugal. Via AC Marinhense kwam hij in 2019 bij FC Eindhoven terecht, waar hij een contract tot medio 2020 tekende.

### Statistieken
| Seizoen                    | Club             | Land           | Competitie             | Competitie | Competitie | Beker | Beker | Totaal | Totaal |
| Seizoen                    | Club             | Land           | Competitie             | Wed.       | Dlp.       | Wed.  | Dlp.  | Wed.   | Dlp.   |
| -------------------------- | ---------------- | -------------- | ---------------------- | ---------- | ---------- | ----- | ----- | ------ | ------ |
| 2011/12                    | URD Tires        | Portugal       | 1ª Divisão Honra       | 22         | 1          | 0     | 0     | 22     | 1      |
| 2012/13                    | URD Tires        | Portugal       | III Divisão            | 14         | 1          | 0     | 0     | 14     | 1      |
| 2012/13                    | SU Sintrense     | Portugal       | III Divisão            | 9          | 2          | 0     | 0     | 9      | 2      |
| 2013/14                    | SU Sintrense     | Portugal       | Campeonato de Portugal | 11         | 1          | 0     | 0     | 11     | 1      |
| 2014/15                    | SU Sintrense     | Portugal       | Campeonato de Portugal | 5          | 0          | 1     | 0     | 6      | 0      |
| 2015/16                    | Casa Pia AC      | Portugal       | Campeonato de Portugal | 2          | 0          | 0     | 0     | 2      | 0      |
| 2015/16                    | Real Sport Clube | Portugal       | Campeonato de Portugal | 12         | 1          | 0     | 0     | 12     | 1      |
| 2016/17                    | Real Sport Clube | Portugal       | Campeonato de Portugal | 10         | 0          | 3     | 0     | 13     | 0      |
| 2017/18                    | Real Sport Clube | Portugal       | Segunda Liga           | 3          | 0          | 1     | 0     | 4      | 0      |
| 2017/18                    | AC Marinhense    | Portugal       | Camp. de Portugal      | 12         | 1          | 0     | 0     | 12     | 1      |
| 2018/19                    | AC Marinhense    | Portugal       | Divisão Honra          | 25         | 0          | 4     | 0     | 29     | 0      |
| 2019/20                    | FC Eindhoven     | Nederland      | Eerste divisie         | 0          | 0          | 0     | 0     | 0      | 0      |
| Carrièretotaal             | Carrièretotaal   | Carrièretotaal | Carrièretotaal         | 125        | 7          | 9     | 0     | 134    | 7      |
| Bijgewerkt op 12 juli 2019 |                  |                |                        |            |            |       |       |        |        |

1 Borgmans ·
4 Peijnenburg ·
5 Swerts ·
6 Dorenbosch ·
7 Blummel ·
8 S. Simons ·
10 Van Schuppen ·
11 Sleegers ·
15 Huisman ·
18 Limouri ·
19 Van Eijndhoven ·
20 Verheij ·
21 Muller ·
23 Konings ·
24 Van Aarle ·
25 Douglas ·
26 Brondeel ·
27 El Bouchataoui ·
28 Deenen ·
29 Smulders ·
29 Driessen Méndez ·
30 Fancito ·
30 Van Zutphen ·
31 Manders ·
32 Janga ·
33 Seedorf  ·
34 T. Simons ·
43 Kwaaitaal ·
99 Persyn ·
Coach: Verberne
· Assistent-trainer: Van Dijk
· Assistent-trainer: Riemersma
· Keeperstrainer: Segers